# Annelövs kyrka
Annelövs kyrka är en kyrkobyggnad i Annelöv. Kyrkan tillhör från 2010 Häljarps församling i Lunds stift.

## Kyrkobyggnaden
Kyrkan byggdes i gråsten runt år 1200 och bestod då, i romansk tradition, av långhus med kor och absid i öster. På 1400-talet byggdes tornet i väster. År 1825-1830 byggdes en mycket stor korsarm på den norra sidan. Efter byggandet av denna möblerade man om och flyttade altaret från den ursprungliga platsen i koret till den södra väggen. Man skaffade då också en altartavla från en annan kyrka med nattvarden som motiv. Även orgelläktaren byggdes vid detta tillfälle. År 1884 på våren, genomfördes en restaurering av kyrkan för ca. 1 000 kronor. Kyrkostämman beslöt i maj att även införskaffa en orgel till kyrkan. Anders Victor Lundahl kontaktades för en ritning och kostnadsförslag som max fick kosta 3 000 kr. År 1966-1967 renoverades kyrkan och altaret flyttades tillbaka till sin ursprungliga plats i absiden. Man passade också på att mura nya korsvalv i både långhus och kor. I samband med renoveringen upptäcktes också en medeltida runsten, Annelövstenen, i kyrkans södra långvägg. Biskop Martin Lindström återinvigde kyrkan den 3 juni 1968, Annandag pingst.

## Inventarier
- På 1500-talet tillkom den dopfunt i trä, vilken fortfarande används. Troligen skaffades den som ett provisorium, men den har blivit kvar i kyrkan.
- Predikstolen, med bilder av de fyra evangelisterna, är från 1500-talet.
- År 1970 fick absiden en vacker glasmålning gjord av lokale konstnären Bertil Sandegård.

### Orgel
- Kyrkan hade tidigare en fjäderorgel byggd av A. Svensson i Trollenäs. Den blev skänkt till skolan i och med nya orgeln av Lundahl installerades.[2]
- 1885 byggde Anders Victor Lundahl, Malmö en orgel med 8 stämmor. Kontrakt om den ingicks av församlingen i december 1884. Kostade 3 000 kronor.
- Den nuvarande orgeln byggdes 1926 av A. Mårtenssons Orgelfabrik AB, Lund och är en elektrisk orgel. Den har en fri och en fast kombination. Orgeln omändrades 1986 av K Anderssons Orgelservice, Sjöbo.

| Huvudverk I       | Svällverk II      | Pedal        | Koppel |
| Flöjt Harmonik 8' | Gedakt 8´         | Subbas 16´   | I/P    |
| Principal 4'      | Flute d'amour 4'  | Borduna 8'   | II/P   |
| Oktava 2'         | Kvint 2 2/3'      | Principal 4' | II/I   |
| Mixtur 2 chor     | Ters 1 3/5'       |              |        |
|                   | Crescendosvällare |              |        |